# Antonio Crusco
Antonio Crusco (Sapri, 28 febbraio 1958) è un ex calciatore italiano, di ruolo Centrocampista.

## Carriera
Ha esordito in Serie A il 2 ottobre 1983 in Milan-Catania (2-1).

## Palmarès

### Club

#### Competizioni nazionali
- Serie C1: 1

Cavese: 1980-1981